# Tiếng Kokborok
Tiếng Kokborok là một trong các ngôn ngữ chính thức của Ấn Độ. Đây là ngôn ngữ của người Tripura. Ngôn ngữ này được nói ở Ấn Độ và Bangladesh. Số lượng người nói ngôn ngữ này là 950.000 người.